# 2 juin en sport
2 mai 2 juillet
Chronologies thématiques
- Croisades
- Ferroviaires
- Disney

Le 2 juin (153e jour de l'année ou 154e en cas d'année bissextile) en sport.

## Événements

### XIIesiècle
- 1175 :
  - (Joutes nautiques) : tournoi de joutes nautiques à Lyon à l’occasion du millénaire de la persécution des Chrétiens.

### XIXesiècle
- 1891 :
  - (Sport hippique) : création à Paris du Pari mutuel hippodrome.

### XXesièclede1901à1950
- 1912 :
  - (Football) : à Arcueil, l'Étoile des Deux Lacs est champion de France CFI en remportant le Trophée de France face au Red Star, 3-1.
- 1935 :
  - (Football) : la Juventus est championne d’Italie.
  - (Sport automobile) : Grand Prix automobile de Rio de Janeiro.

### XXesièclede1951à2000
- 1963 :
  - (Rugby à XV) : le Stade montois remporte le Championnat de France de rugby en s'imposant 9-6 en finale face à l'US Dax.
- 1971 :
  - (Football) : l'Ajax Amsterdam remporte la Coupe des clubs champions européens en s'imposant 2-0 en finale face au Panathinaïkos.
- 1978 :
  - (Rallye automobile) : arrivée du Rallye de l'Acropole.
- 1984 :
  - (Athlétisme) : Sergueï Bubka porte le record du monde du saut à la perche à 5,88 mètres.
- 1990 :
  - (Football) : le Montpellier HSC remporte la Coupe de France en s'imposant 2-1 en finale face au RC Paris.
  - (Tauromachie) : à Nîmes (France, département du Gard), alternative de Denis Loré, matador français.
- 1991 :
  - (Formule 1) : Grand Prix automobile du Canada.
- 1996 :
  - (Formule 1) : Grand Prix automobile d'Espagne.

### XXIesiècle
- 2002 :
  - (Cyclisme) : l'Italien Paolo Savoldelli remporte le Tour d'Italie.
- 2006 :
  - (Rugby à XV) : lors de la première demi-finale du Championnat de France Top 14, Biarritz olympique bat USA Perpignan 12-9
- 2007 :
  - (Basket-ball) : la Chorale Roanne Basket devient champion de France Pro A pour la deuxième fois de son histoire en battant le SLUC Nancy dans un match fou au POPB, 81 à 74 pour Roanne.
  - (Handball) : l'US Ivry remporte le championnat de France de handball masculin aux dépens du Montpellier Handball, champion toutes les autres saisons entre 2002 et 2012.
  - (Football) : la France bat l'Ukraine 2-0 (buts de Franck Ribéry et Nicolas Anelka) lors d'un match comptant pour les éliminatoires de l'Euro 2008, disputé au Stade de France à Saint-Denis.
  - (Pétanque) : journée internationale de la pétanque.
- 2013 :
  - (Voile) : Départ de la 44e édition de la Solitaire du Figaro depuis Bordeaux pour un parcours en quatre étapes.
- 2015 :
  - (Football /Corruption) : réélu le vendredi 29 mai 2015 pour un cinquième mandat à la tête de la FIFA, Sepp Blatter a présenté ce mardi sa démission. Il restera en poste jusqu'au déroulement d'un Congrès extraordinaire entre décembre 2015 et mars 2016.
- 2019 :

- - (Cyclisme sur route /Giro) : sur la 21e étape du Tour d'Italie 2019 qui se déroule sous la forme d'un contre-la-montre individuel à Vérone, sur une distance de 15,6 km, victoire de l'américain Chad Haga et c'est Richard Carapaz qui remporte le Tour d'Italie le premier cycliste équatorien à le remporter.
  - (Voile) : Départ de la 50e édition de la Solitaire du Figaro depuis Nantes pour un parcours en quatre étapes[1].

## Naissances

### XIXesiècle
- 1866 :
  - Marcel Kerff, cycliste sur route belge. († 7 août 1914).
- 1879 :
  - Charles Wilkes, footballeur français. (4 sélections en équipe de France). († 27 août 1939).
- 1881 :
  - Walter Egan, golfeur américain. Champion olympique par équipes aux Jeux de Saint-Louis 1904. († 12 septembre 1971).
- 1883 :
  - Henri Stoffel, pilote de courses automobile français. († 16 octobre 1972).
- 1884 :
  - Ferdinando Minoia, pilote de courses automobile italien. († 28 juin 1940).
  - Bruce Ridpath, hockeyeur sur glace canadien. († 4 juin 1925).
- 1889 :
  - Jacques Chaudron, hockeyeur sur glace français. († 16 juin 1969).
- 1896 :
  - Fritiof Svensson, lutteur suédois. Médaillé de bronze des -60kg aux Jeux d'Anvers 1920. Champion du monde de lutte des -58kg 1922. († 5 mars 1961).
- 1900 :
  - Joseph Maigrot, athlète de sprint puis entraîneur et dirigeant sportif français. († 30 mai 1983).

### XXesièclede1901à1950
- 1904 :
  - František Plánička, footballeur tchécoslovaque puis tchèque. (73 sélections avec l'équipe de Tchécoslovaquie). († 20 juillet 1996).
  - Johnny Weissmuller, nageur et joueur de water-polo américain. Champion olympique du 100 m, 400 m et du relais 4 × 200 m en natation puis médaillé de bronze au water-polo des Jeux de Paris 1924, champion olympique du 100 m et du relais 4 × 200 m aux Jeux d'Amsterdam 1928. († 20 janvier 1984).
- 1908 :
  - Marcel Langiller, footballeur français. (30 sélections en équipe de France). († 28 décembre 1980).
- 1910 :
  - Hector Dyer, athlète de sprint américain. Champion olympique du relais 4 × 100 m aux Jeux de Los Angeles 1932. († 19 mai 1990).
- 1911 :
  - Joseph McCluskey, athlète de haies américain. Médaillé de bronze du 3 000 m steeple aux Jeux de Los Angeles 1932. († 31 août 2002).
  - Grus-Olle Persson, pilote de courses automobile suédois. († 12 février 1971).
- 1922 :
  - Charlie Sifford, golfeur américain. († 3 février 2015).
- 1929 :
  - Ken McGregor, joueur de tennis australien. Vainqueur de l'Open d'Australie 1952, de la Coupe Davis 1950, 1951 et 1952. († 1er décembre 2007).
  - Juan Evangelista Venegas, boxeur portoricain. Médaillé de bronze des -54 kg aux Jeux de Londres 1948. († 16 avril 1987).
- 1940 :
  - Stack Stevens, joueur de rugby à XV anglais. Vainqueur du Tournoi des cinq nations 1973. (25 sélections en équipe nationale).
- 1941 :
  - Lou Nanne, hockeyeur sur glace puis dirigeant sportif canadien.
- 1945 :
  - Georges Lech, footballeur français. (35 sélections en équipe de France).
- 1948 :
  - Guy Gasparotto, joueur de rugby à XV français. (2 sélections en équipe de France).

### XXesièclede1951à2000
- 1951 :
  - Arnold Mühren, footballeur néerlandais. Champion d'Europe de football 1988. Vainqueur de la Coupe UEFA 1981 et de la Coupe d'Europe des vainqueurs de coupe 1987. (23 sélections en équipe nationale).
  - Larry Robinson, hockeyeur sur glace puis entraîneur canadien.
- 1952 :
  - Gary Bettman, administrateur de sport américain. Commissaire de la LNH depuis 1993.
- 1956 :
  - Jan Lammers, pilote de F1 et d’endurance néerlandais. Vainqueur des 24 Heures du Mans 1988.
- 1957 :
  - Roberto Visentini, cycliste sur route italien. Vainqueur du Tour d'Italie 1986.
- 1959 :
  - Conradin Cathomen, skieur alpin suisse.
- 1960 :
  - Olga Bondarenko, athlète de fond et demi fond soviétique puis russe. Championne olympique du 10 000 m aux Jeux de Séoul 1988. Championne d'Europe d'athlétisme du 10 000 m 1986.
- 1962 :
  - Marco Crespi, entraîneur de basket-ball italien. Sélectionneur de l'équipe d'Italie de 1997 à 2000.
- 1964 :
  - Walter Cristofoletto, joueur de rugby à XV italien. (28 sélections en équipe nationale).
- 1965 :
  - Russ Courtnall, hockeyeur sur glace canadien.
  - Jens-Peter Herold, athlète de demi-fond est-allemand puis allemand. Médaillé de bronze du 1 500m aux Jeux de Séoul 1988. Champion d'Europe d'athlétisme du 1 500m 1990.
  - Mark Waugh, joueur de cricket australien. (128 sélections en test cricket).
  - Steve Waugh, joueur de cricket australien. (168 sélections en test cricket).
- 1968 :
  - Anne Briand, biathlète française. Championne olympique du relais 3×7,5 km aux Jeux d'Albertville 1992 puis médaillée d'argent du 15 km individuel et de bronze du relais 4 × 7,5 km aux Jeux de Lillehammer 1994. Championne du monde de biathlon de la course par équipes et médaillée d'argent du relais 4 × 7,5 km 1993, championne du monde de biathlon du sprint 7,5 km et médaillée d'argent du relais 4 × 7,5 km 1995 puis médaillée d'argent du relais 4 × 7,5 km et de bronze de la course par équipes aux Mondiaux de biathlon 1996.
  - Talant Dujshebaev, handballeur puis entraîneur soviétique puis russe et ensuite espagnol. Champion olympique aux Jeux de Barcelone 1992, médaillé de bronze aux Jeux d'Atlanta 1996 et aux Jeux de Sydney 2000. Champion du monde de handball 1993. Vainqueur des Ligue des champions 1994, 2006, 2008 et 2009, des Coupe d'Europe des vainqueurs de coupe 2001 et 2003. (140 sélections avec l'équipe de Russie et 158 avec l'équipe d'Espagne). Sélectionneur de l'équipe de Hongrie de 2014 à 2016 puis de l'équipe de Pologne depuis 2016.
- 1972 :
  - Ekaterina Karsten, rameuse d'aviron biélorusse. Médaillée de bronze du quatre de couple aux Jeux de Barcelone 1992, championne olympique de skiff aux Jeux d'Atlanta 1996 et aux Jeux de Sydney 2000, médaillée d'argent de skiff aux Jeux d'Athènes 2004 puis de bronze aux Jeux de Pékin 2008. Championne du monde d'aviron de skiff 1997, 1999, 2005, 2006 et 2007. Championne d'Europe d'aviron de skiff 2009 et 2010.
- 1973 :
  - Alexandre Sloboda, volleyeur franco-brésilien. Vainqueur de la Ligue des champions de volley-ball 2005. (25 sélections en équipe du Brésil).
- 1975 :
  - Jill Officer, curleuse canadienne. Championne olympique aux Jeux de Sotchi 2014.
- 1976 :
  - Earl Boykins, basketteur américain.
  - Martin Čech, hockeyeur sur glace tchèque. († 6 septembre 2007).
- 1978 :
  - Nicolas Bal, skieur de combiné nordique français. Médaillé de bronze par équipe aux Jeux de Nagano 1998.
- 1979 :
  - Natalia Rodriguez, athlète de demi-fond espagnole.
- 1980 :
  - Guilherme Giovannoni, basketteur brésilien puis italien. Vainqueur de l'EuroChallenge 2009. (122 sélections avec l'équipe du Brésil).
- 1981 :
  - Nikolay Davydenko, joueur de tennis russe. Vainqueur du Masters 2009 et de la Coupe Davis 2006.
  - Nicolas Plestan, footballeur français.
- 1983 :
  - Maxime Baca, footballeur français.
  - Christopher Higgins, hockeyeur sur glace américain.
  - Fredrik Stenman, footballeur suédois. (3 sélections en équipe nationale).
- 1984 :
  - Tyler Farrar, cycliste sur route américain.
  - Zacharia N'Diaye, handballeur français.
- 1987 :
  - Coralie Balmy, nageuse française. Médaillée de bronze du relais 4 × 200 m aux Jeux de Londres 2012. Championne d'Europe de natation du relais 4 × 200 m et médaillée d'argent du 400 m 2008, médaillée d'argent du relais 4 × 200 m nage libre aux CE de natation 2010 puis championne d'Europe de natation du 400 m et médaillée d'argent du 800 m 2012.
  - Yoann Huget, joueur de rugby à XV français. (41 sélections en équipe de France).
- 1988 :
  - Sergio Agüero, footballeur argentin et espagnol. Champion olympique aux Jeux de Pékin 2008. Vainqueur de la Ligue Europa 2010. (89 sélections avec l'équipe d'Argentine).
  - Luciano De Cecco, volleyeur italo-argentin. Vainqueur de la Challenge Cup 2013. (204 sélections en équipe nationale).
  - Taïna Barioz, skieuse alpine française. Championne du monde de ski alpin par équipes 2011.
- 1989 :
  - Freddy Adu, footballeur américain. (17 sélections en équipe nationale).
  - Davide Appollonio, cycliste sur route italien.
- 1990 :
  - Oliver Baumann, footballeur allemand.
  - Keita Inagaki, joueur de rugby à XV japonais. (38 sélections en équipe nationale).
  - Michał Kwiatkowski, cycliste sur route polonais.
- 1993 :
  - Billel Omrani, footballeur franco-algérien.
- 1994 :
  - Yacouba Camara, joueur de rugby à XV français. (3 sélections en équipe de France).
  - Rodrigo Contreras, cycliste sur route colombien.
- 1995 :
  - Laslo Djere, joueur de tennis serbe.
  - Damian Stevens, joueur de rugby à XV namibien. (29 sélections en équipe nationale).
- 1996 :
  - Eroni Mawi, joueur de rugby à XV fidjien. (29 sélections en équipe nationale).
- 1997 :
  - Gabrielle Vernier, joueuse de rugby à XV française. Victorieuse du Grand Chelem 2018. (8 sélections en équipe de France).
  - Marie Wattel, nageuse française. Champion d'Europe de natation des relais 4 × 100 nage libre et 4 × 100 m nage libre mixte 2018
- 1998 :
  - Tereza Mihalíková, joueuse de tennis slovaque.
  - Mayco Vivas, joueur de rugby à XV argentin. (18 sélections en équipe nationale).
- 1999 :
  - Carlo Holse, footballeur danois.
  - Silke Van Avermaet, volleyeuse belge. (35 sélections en équipe nationale).
- 2000 :
  - Seraina Piubel, footballeuse suisse. (10 sélections en équipe nationale).

### XXIesiècle
- 2001 :
  - Peter Guinari, footballeur centrafricaine. (10 sélections en équipe nationale).
- 2002 :
  - Nikola Čavlina, footballeur croate.
  - Nevin Harrison, céiste américaine. Championne du monde en 2019, en 2022 et championne olympique de C1 sur 200 mètres aux Jeux d'été de 2020.
  - Jakov-Anton Vasilj, footballeur croate.
- 2003 :
  - Marcus Linday, footballeur suédois.
- 2004 :
  - Leïla Lacan, basketteuse française. (7 sélections en équipe de France).
- 2006 :
  - Mikuláš Konečný, footballeur tchèque.
  - Givairo Read, footballeur néerlandais.

## Décès

### XXesièclede1901à1950
- 1933 :
  - Frank Jarvis, 54 ans, athlète de sprint américain. Champion olympique du 100 m aux Jeux de Paris 1900. (° 31 août 1878).
- 1941 :
  - Lou Gehrig, 37 ans, joueur de baseball américain. (° 19 juin 1903).

### XXesièclede1951à2000
- 1959 :
  - Louis Berlinguette, 72 ans, hockeyeur sur glace canadien. (° 26 mai 1887).
  - Max Rousié, 46 ans, joueur de rugby à XV et à XIII français. (4 sélections avec l'Équipe de France de rugby à XV et 12 avec celle de rugby à XIII). (° 14 juillet 1912).
- 1962 :
  - Dennis Taylor, 40 ans, pilote automobile britannique. (° 22 juin 1921).
- 1968 :
  - Richard Williams, 77 ans, joueur de tennis américain. Champion olympique du double mixte aux Jeux de Paris 1924. Vainqueur des US Open 1914 et 1916, des Coupe Davis 1913, 1921, 1923, 1925 et 1926. (° 29 janvier 1891).
- 1969 :
  - Radivoj Korać, 31 ans, basketteur yougoslave. Médaillé d'argent aux Jeux de Mexico 1968. (147 sélections en équipe nationale). (° 5 novembre 1938).
- 1970 :
  - Bruce McLaren, 32 ans, pilote de Formule 1 et d'endurance néo-zélandais. (4 victoires en Grand Prix). Vainqueur des 24 Heures du Mans 1966. Fondateur de l'écurie McLaren. (° 30 août 1937).
- 1974 :
  - Arnold Lunn, 86 ans, skieur alpin puis alpiniste britannique. (° 18 avril 1888).
- 1978 :
  - Santiago Bernabéu, 82 ans, footballeur puis dirigeant sportif espagnol. Président du Real Madrid de 1943 à 1978. (° 8 juin 1895).
- 1983 :
  - Ernest Libérati, 75 ans, footballeur français. (19 sélections en équipe de France). (° 22 mars 1908).
- 1986 :
  - Aurèle Joliat, 84 ans, hockeyeur sur glace. canadien. (° 29 août 1901).
- 1993 :
  - Johnny Mize, 80 ans, joueur de baseball américain. (° 7 janvier 1913).
- 1997 :
  - Helen Jacobs, 88 ans, joueuse de tennis américaine. Victorieuse des US Open 1932, 1933, 1934 et 1935 puis du tournoi de Wimbledon 1936. (° 6 août 1908).

### XXIesiècle
- 2001 :
  - Joey Maxim, 79 ans, boxeur américain. Champion du monde poids mi-lourds de boxe du 24 janvier 1950 au 17 décembre 1952. (° 28 mars 1922).
- 2009 :
  - Tony Maggs, 72 ans, pilote de F1 sud-africain. (° 9 février 1937).
- 2012 :
  - LeRoy Ellis, 72 ans, basketteur américain. (° 10 mars 1940).